# Jekaterina Koschokina
Jekaterina Koschokina (russisch Екатерина Кожокина, engl. Transkription Ekaterina Kozhokina; * 27. April 1983 in Moskau, Sowjetunion) ist eine ehemalige russische Tennisspielerin.

## Karriere
Koschokina, die am liebsten auf Hartplätzen spielte, begann im Alter von vier Jahren mit dem Tennis.
Sie gewann während ihrer Karriere vier Einzel- und sechs Doppeltitel des ITF Women’s Circuits. Auf der WTA Tour sah man sie erstmals beim Kremlin Cup 2003, zusammen mit Marija Kondratjewa im Doppel. Sie verloren ihre Erstrundenpartie gegen Nadeschda Petrowa/Meghann Shaughnessy mit 2:6 und 1:6.

## Erfolge

### Einzel

#### Turniersiege
| Nr. | Datum        | Turnier      | Kategorie   | Belag     | Finalgegnerin     | Ergebnis      |
| --- | ------------ | ------------ | ----------- | --------- | ----------------- | ------------- |
| 1.  | April 2000   | Kalamata     | ITF $10.000 | Hartplatz | Aljona Bondarenko | 7:5, 7:5      |
| 2.  | Februar 2001 | Vale do Lobo | ITF $10.000 | Hartplatz | Julie Pullin      | 6:4, 4:6, 6:3 |
| 3.  | Mai 2005     | Edinburgh    | ITF $10.000 | Sand      | Elke Clijsters    | 6:1, 6:4      |
| 4.  | Mai 2005     | Edinburgh    | ITF $10.000 | Sand      | Melanie South     | 6:4, 6:3      |

#### Finalteilnahmen
| Nr. | Datum        | Turnier | Kategorie   | Belag             | Siegerin            | Ergebnis       |
| --- | ------------ | ------- | ----------- | ----------------- | ------------------- | -------------- |
| 1.  | Oktober 1999 | Minsk   | ITF $10.000 | Teppich (Halle)   | Nadseja Astrouskaja | 5:7, 1:6       |
| 2.  | Juli 2000    | Rabat   | ITF $10.000 | Sand              | Sandra Klemenschits | 5:7, 1:6       |
| 3.  | März 2001    | Urtijëi | ITF $10.000 | Hartplatz (Halle) | Maja Matevžič       | 7:63, 3:6, 3:6 |

### Doppel

#### Turniersiege
| Nr. | Datum         | Turnier    | Kategorie   | Belag     | Partnerin         | Finalgegnerinnen                           | Ergebnis      |
| --- | ------------- | ---------- | ----------- | --------- | ----------------- | ------------------------------------------ | ------------- |
| 1.  | Juli 2000     | Brüssel    | ITF $10.000 | Sand      | Caroline Maes     | Kaori Aoyama Kumiko Iijima                 | 6:1, 6:4      |
| 2.  | Juni 2003     | Campobasso | ITF $10.000 | Sand      | Leanne Baker      | Ana Jovanović Višnja Vuletić               | 6:1, 6:1      |
| 3.  | Dezember 2003 | Kairo      | ITF $10.000 | Sand      | Raissa Gurewitsch | Julia Gandia Gomez Gabriela Velasco Andreu | 2:6, 6:3, 6:1 |
| 4.  | Januar 2004   | Manama     | ITF $10.000 | Hartplatz | Raissa Gurewitsch | Frederica Piedade Christina Zachariadou    | 6:4, 6:4      |
| 5.  | März 2004     | Kairo      | ITF $10.000 | Sand      | Raissa Gurewitsch | Olena Schmelzer Ljudmila Nikojane          | 6:2, 6:0      |
| 6.  | August 2005   | Moskau     | ITF $25.000 | Sand      | Darja Kustawa     | Nadseja Astrouskaja Yevgenia Savranska     | 6:2, 6:4      |

#### Finalteilnahmen
| Nr. | Datum          | Turnier       | Kategorie   | Belag             | Partnerin             | Siegerinnen                               | Ergebnis      |
| --- | -------------- | ------------- | ----------- | ----------------- | --------------------- | ----------------------------------------- | ------------- |
| 1.  | März 2000      | Lissabon      | ITF $10.000 | Sand              | Marina Samoilenko     | Olga Blahotová Gabriela Navrátilová       | 1:6, 0:6      |
| 2.  | August 2000    | Rabat         | ITF $10.000 | Sand              | Bianca Kamper         | Daniela Klemenschits Sandra Klemenschits  | 6:74, 0:6     |
| 3.  | August 2000    | Karthago      | ITF $25.000 | Sand              | Bianca Kamper         | Vanessa Menga Alicia Ortuño               | 2:6, 1:6      |
| 4.  | März 2001      | Urtijëi       | ITF $25.000 | Hartplatz (Halle) | Kelly Liggan          | Angelika Bachmann Eva Dyrberg             | 6:3, 4:6, 2:6 |
| 5.  | April 2002     | Coatzacoalcos | ITF $25.000 | Hartplatz         | Anastassija Rodionowa | Jorgelina Cravero Melissa Torres Sandoval | 4:6, 3:6      |
| 6.  | Dezember 2003  | Kairo         | ITF $10.000 | Sand              | Raissa Gurewitsch     | Eden Marama Paula Marama                  | 3:6, 0:6      |
| 7.  | März 2004      | Kairo         | ITF $10.000 | Sand              | Raissa Gurewitsch     | Eva Martincová Hana Šromová               | 1:6, 0:6      |
| 8.  | Mai 2004       | Bournemouth   | ITF $10.000 | Sand              | Raissa Gurewitsch     | Jaslyn Hewitt Nicole Rencken              | 1:6, 6:73     |
| 9.  | Mai 2004       | Edinburgh     | ITF $10.000 | Sand              | Raissa Gurewitsch     | Anna Hawkins Nicole Rencken               | 6:73, 2:6     |
| 10. | September 2004 | Tiflis        | ITF $25.000 | Sand              | Marija Kondratjewa    | Darja Kustawa Jelena Wesnina              | 2:6, 4:6      |
| 11. | November 2004  | Barcelona     | ITF $25.000 | Sand              | Nina Brattschikowa    | Lourdes Domínguez Lino Laura Pous Tió     | 4:6, 6:74     |
| 12. | April 2005     | Bath          | ITF $10.000 | Hartplatz (Halle) | Trudi Musgrave        | Surina De Beer Melanie South              | 2:6, 5:7      |